# Rue d'Astorg (Toulouse)
Pour les articles homonymes, voir Rue d'Astorg.
La rue d'Astorg (en occitan : carrièra Pèire d'Astorg) est une voie de Toulouse, chef-lieu de la région Occitanie, dans le Midi de la France.

## Situation et accès

### Description
La rue d'Astorg est une voie publique. Elle se situe dans le quartier Saint-Georges, son nom provient de la famille d'Astorg implantée à Toulouse depuis le XIVe siècle. 
Elle naît du carrefour de la place qui se forme au carrefour de la rue Boulbonne et de la rue Cantegril, dans le prolongement de cette dernière. Longue de 181 mètres, elle est pratiquement rectiligne et orientée à l'est. Elle se termine au carrefour de la rue Joseph-de-Malaret. Depuis le Moyen Âge, elle appartenait ainsi à une des deux principales voies qui traversaient la ville d'ouest en est, passant par le pont de la Daurade, à l'ouest, puis la rue Jacques-Cujas, la rue Temponières, la rue Peyras, la rue Genty-Magre, la rue Antonin-Mercié, la rue Cantegril, la rue d'Astorg et la rue Joseph-de-Malaret, pour rejoindre la porte Saint-Étienne, à l'est de la ville. Dans les parties les plus anciennes, où l'alignement des immeubles date du Moyen Âge, elle ne fait que 4 mètres de large. L'élargissement de la rue et le réalignement des façades au cours du XVIIIe siècle et du XIXe siècle ont permis de reculer ces dernières, portant la largeur de la rue à 6 mètres. La construction de logements par l'Office public d'habitation à loyer modéré de Toulouse, au sein du nouveau quartier Saint-Georges, en 1964, a complètement reconfiguré la partie nord de la rue, après la démolition de plusieurs immeubles (anciens no 7 à 21).
La chaussée compte une seule voie de circulation automobile en sens unique, de la rue Boulbonne vers la rue Joseph-de-Malaret. Elle appartient à une zone de rencontre où la circulation est limitée à 20 km/h. Il n'existe ni bande, ni piste cyclable, quoiqu'elle soit à double-sens cyclable.

### Voies rencontrées
La rue d'Astorg rencontre les voies suivantes, dans l'ordre des numéros croissants :
1. Rue Boulbonne
2. Rue Joseph-de-Malaret

### Transports
La rue d'Astorg n'est pas directement desservie par les lignes de métro et de bus de la ville. En revanche, elle se trouve à proximité de la station Esquirol, sur la ligne de métro , et des stations François-Verdier et Carmes, sur la ligne de métro , ainsi que des arrêts des lignes de Linéo L1L8L9 et de bus 29, qui parcourent le boulevard Lazare-Carnot, et de la navette Ville qui emprunte la rue Boulbonne.
La station de vélos en libre-service VélôToulouse la plus proche est la station no 99 (7 rue du Rempart-Saint-Étienne).

## Odonymie

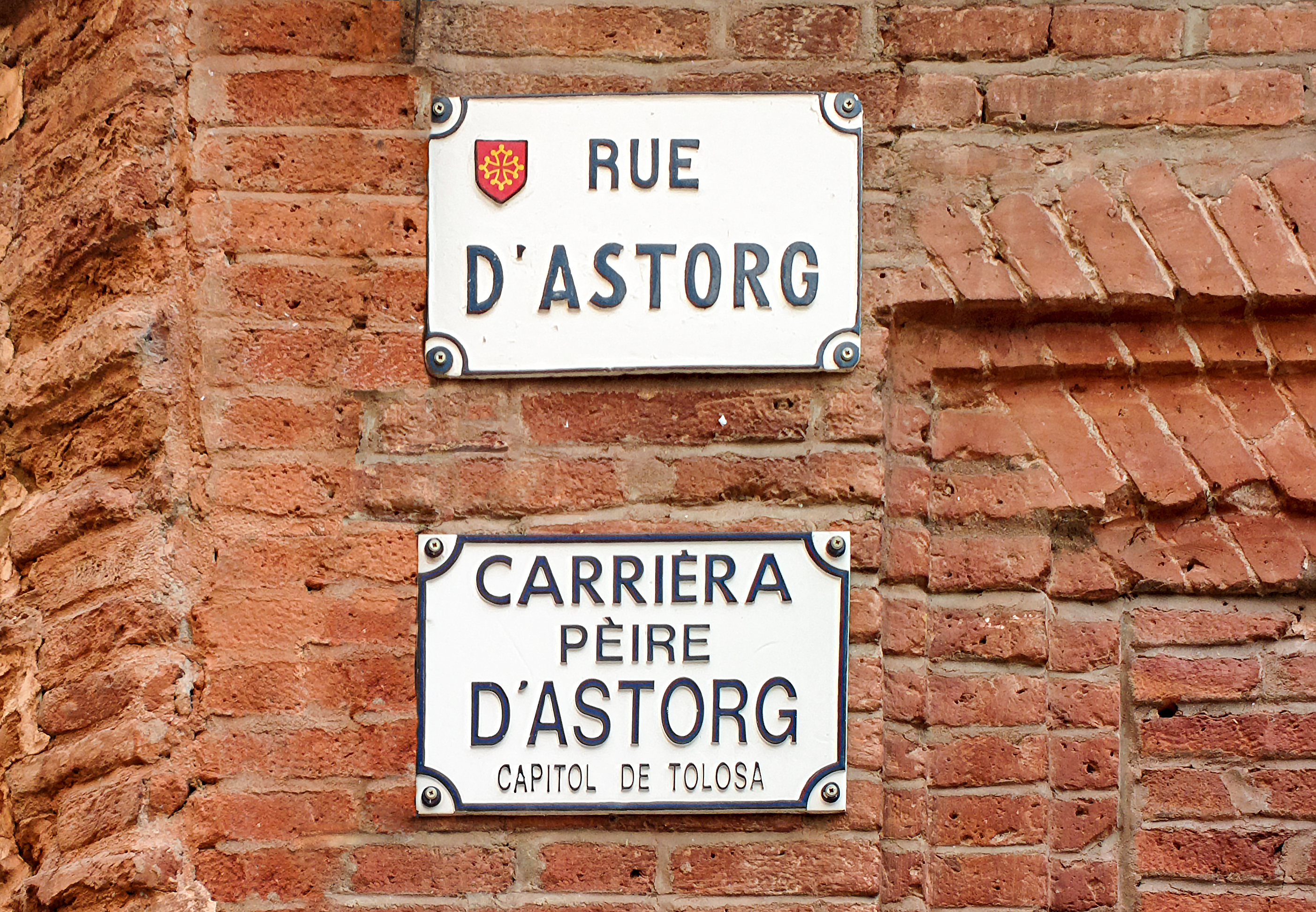
Plaques de rue en français et en occitan.

La rue d'Astorg tient son nom de la famille d'Astorg, importante famille aristocratique toulousaine, dont les membres accédèrent plusieurs fois au capitoulat entre le XIVe siècle et le XVIe siècle, et qui y possédait un immeuble (actuel no 3). Le premier à avoir résidé dans cette rue semble être Pierre d'Astorg, dont le nom est attribué à la rue dans les premières années du XVe siècle : seigneur de Montbartier, il fut trésorier de la ville, puis capitoul en 1392, 1399, 1406, 1415 et 1427 et même député de la ville aux États de Languedoc dans la ville du Puy-en-Velay en 1424. Après sa mort, la rue porte le nom des descendants de Pierre d'Astorg, Jean, puis Pierre d'Astorg. À partir de 1550, on ne trouve plus qu'un simple rue d'Astorg, sans mention de prénom particulier,.
À la fin du XIVe siècle, la rue avait porté le nom de rue Raimond-Arnaud-de-Villeneuve, d'un autre personnage, propriétaire d'une maison au coin de la rue Joseph-de-Malaret, Raimond-Arnaud VII de Villeneuve-Rabastens. Seigneur de Saverdun, Rabastens, Loubens et Beauville, capitoul cinq fois en 1297, 1298, 1306, 1313 et 1319, il appartenait à une branche cadette de la famille de Villeneuve, importante famille de chevaliers du comté toulousain dont les origines remontent au XIIe siècle. À partir du XVe siècle, la rue prit cependant le nom d'Astorg et n'en changea plus, sauf en 1794, pendant la Révolution française, quand elle fut renommée rue l'Héroïsme,.

## Histoire

### Époque contemporaine
Entre 1923 et 1964, la Croix-Rouge occupe un immeuble de la rue (actuel no 1),.

## Patrimoine et lieux d'intérêt

### Hôtels particuliers

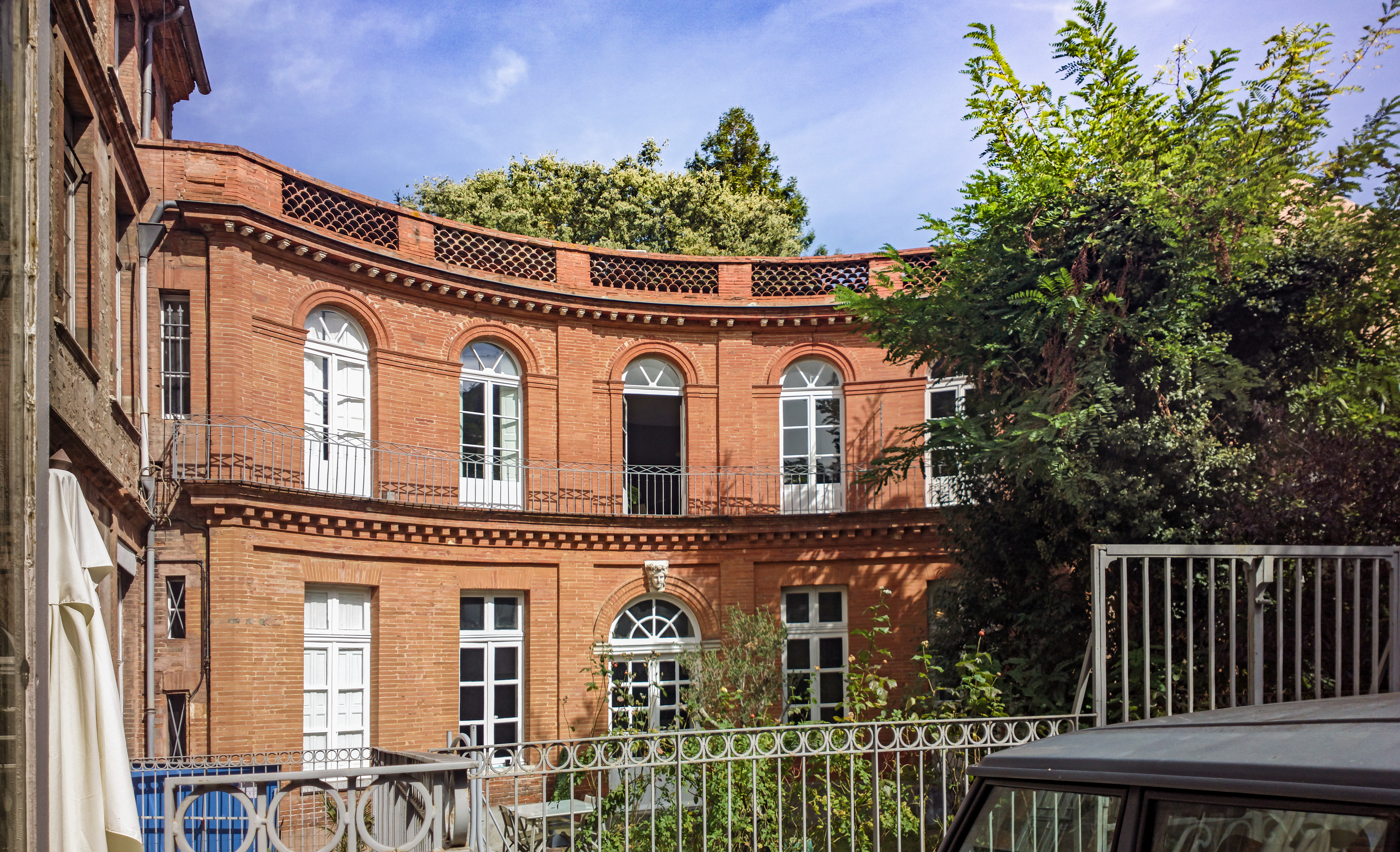
no 3 : le pavillon Combettes-Caumont.

- no  3 : hôtel de Guillaume Flotte, puis du président Niquet. 
Les membres de la famille d'Astorg possédaient depuis le XVe siècle plusieurs maisons et un immeuble sur une vaste parcelle entre la rue d'Astorg et la ruelle Pierre-Boyer (aujourd'hui disparue, entre la place Saint-Georges et la rue Renée-Aspe). Un premier hôtel est construit vers 1550 par Guillaume Flotte, notaire et conseiller du roi, et qui passe par la suite à ses héritiers, François Flotte, conseiller secrétaire du roi, puis Jean-Paul de Flotte, seigneur de Belbèze, capitoul en 1633-1634. En 1703, l'hôtel passe à Raymond Tiffaut, seigneur de Belloc, conseiller au parlement. Il est acquis en 1712 par Antoine-Joseph de Niquet, conseiller au parlement en 1720, président à mortier en 1722, premier président en 1770.
L'hôtel est cependant reconstruit à la fin du XVIIIe siècle, par sa veuve et par son fils, Jean Antoine de Niquet : c'est de cette période que datent la plupart des aménagements, typiques du goût néoclassique de la période. L'hôtel se compose de trois corps de bâtiment disposés en U autour d'une grande cour centrale. Le mur de clôture qui relie les deux ailes latérales permet de fermer la cour face à la rue. Il est orné de tables en relief et percé d'un portail monumental rectangulaire et orné de bossages. 
En 1829, l'hôtel est passé à M. Combettes-Caumont. Il fait élever le pavillon en fond de cour, simple logis d'un étage qui présente une façade semi-circulaire. Les aménagements intérieurs de style néo-classique datent également de la campagne de travaux qu'il initie à partir des années 1830[6],[7].

### Immeubles
- no  5 : immeuble.
Un premier immeuble est construit au XVIIe siècle. L'aile latérale est cependant plus tardive, puisqu'elle semble avoir été ajoutée à la fin du XVIIe siècle ou même au siècle suivant. Il est acheté en 1744 par Jean Destadens, qui le cède à la ville pour qu'elle l'attribue aux Dames Noires ou Dames de Saint-Maur, qui dirigent une institution implantée à Toulouse en 1687 par l'archevêque, Joseph de Montpezat de Carbon, pour tenir une école charitable de jeunes filles. Au XIXe siècle, les bâtiments sont modifiés par divers travaux. 
L'immeuble se compose de trois corps de bâtiment autour d'une cour. La façade sur la rue d'Astorg s'élève sur cinq niveaux (sous-sol, rez-de-chaussée et trois étages) et compte quatre travées. Le rez-de-chaussée a été transformé par le percement des fenêtres au XIXe siècle. Les niveaux, de dimensions décroissantes, sont séparés par deux cordons de briques qui passent au niveau de la corniche des fenêtres, l'autre au niveau de l'appui. Les fenêtres du 1er étage sont dotées de balconnets ornés de garde-corps en fonte, installés au XIXe siècle. La façade est couronnée par une large corniche moulurée. Dans la cour, l'aile latérale est ouverte par des fenêtres rectangulaires dont trois ont également été dotées de garde-corps en fonte. Une galerie en métal et en bois, ajoutée au XIXe siècle, relie le corps sur rue au bâtiment en fond de cour, aménagé à la même période[8].

- no  6 : immeuble. 

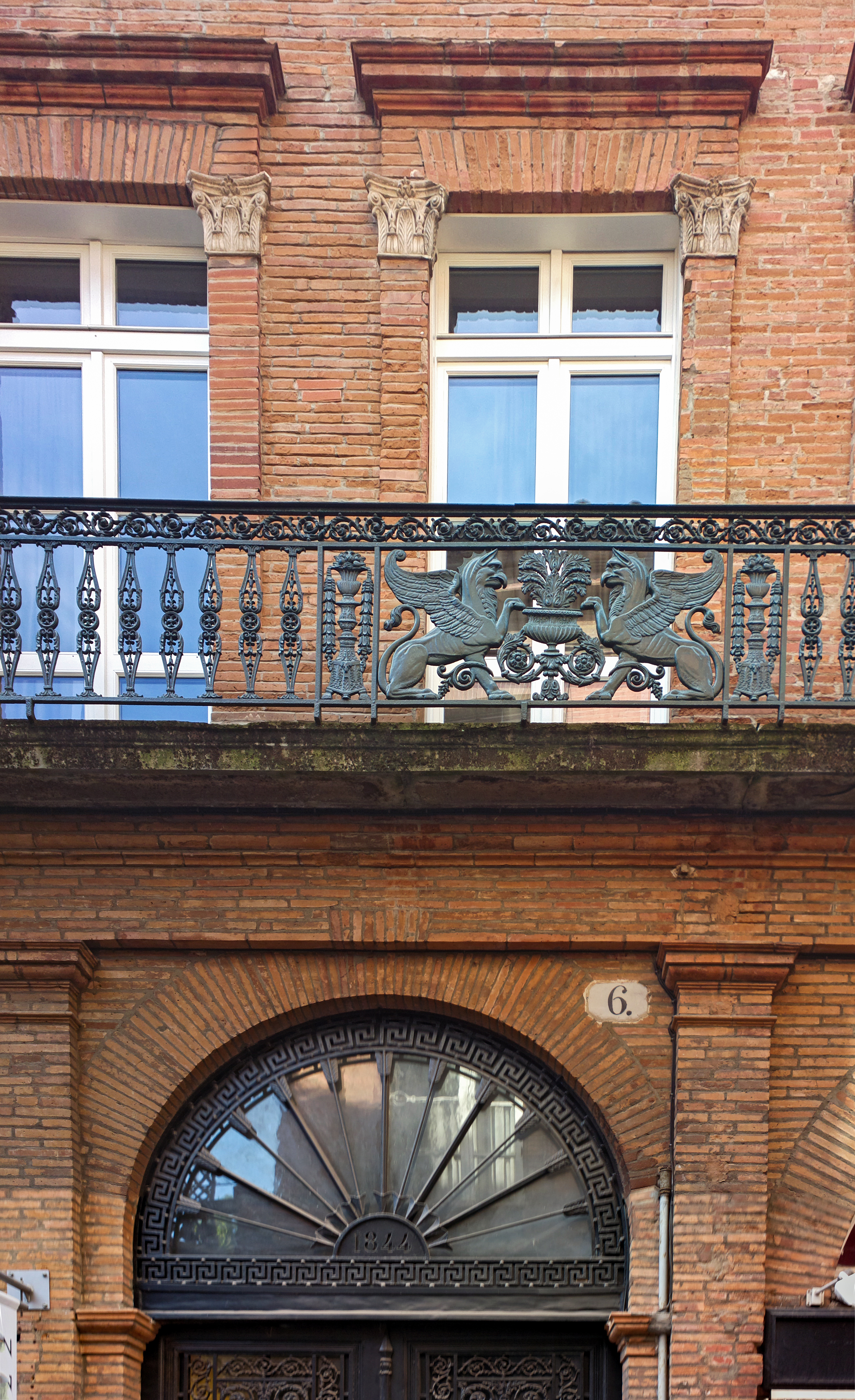
no 6 : immeuble.

L'immeuble, construit en 1844, est représentatif du style néo-classique de la première moitié du XIXe siècle. La façade sur la rue d'Astorg, qui se développe sur cinq travées, est symétrique. Le rez-de-chaussée et l'entresol sont ouverts par deux arcades de boutiques et une arcade du portail en plein cintre, séparées par des pilastres doriques qui supportent un entablement sans décoration. Les vantaux du portail sont ornés de motifs de rinceaux en fonte, tandis que le tympan, qui porte la date « 1844 », est orné de flèches et encadré d'une grecque en fonte. Le 1er étage est percé de cinq grandes fenêtres rectangulaires, encadrées de pilastres aux chapiteaux corinthiens en terre cuite, qui supportent un entablement et une corniche. Un balcon filant, doté d'une imposant garde-corps en fonte, met en valeur le 1er étage. Les motifs du garde-corps alternent les balustres et des lions ailés. Le 2e étage est plus simple, les fenêtres rectangulaires sont simplement dotées d'appuis en pierre reliés entre eux par un cordon en brique. Des pilastres colossaux, aux chapiteaux corinthiens en terre cuite, embrassent le 1er et le 2e étage. Ils supportent un entablement orné d'une frise de rinceaux en terre cuite. L'élévation est couronnée d'une corniche à modillons qui supporte la toiture[9].

- no  12 : immeuble. 

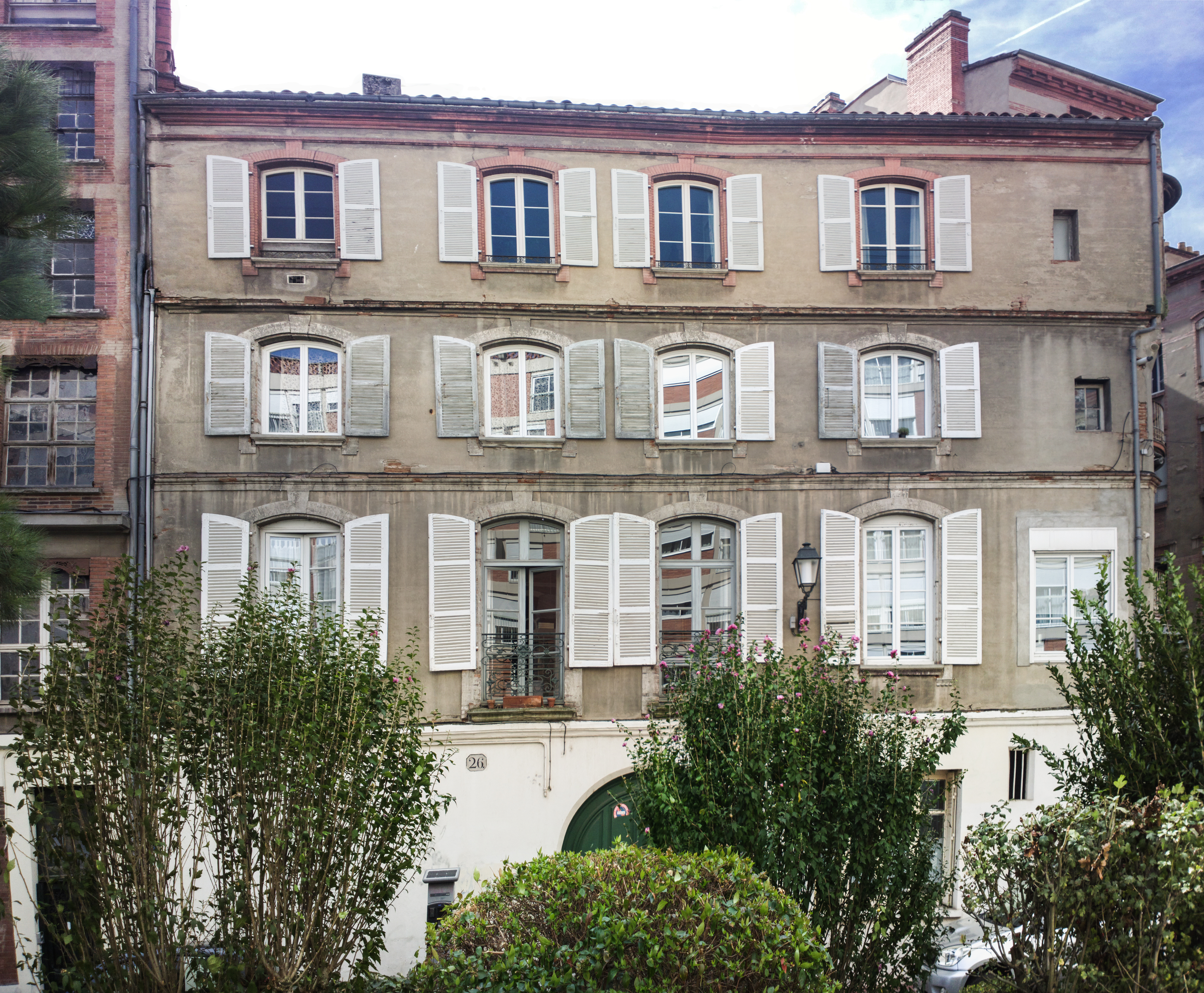
no 26 : immeuble.

L'immeuble, construit à la fin du XVIIIe siècle, s'élève sur trois étages et se développe sur cinq travées, après la réunion de deux immeubles contigus, comme le montrent les décalages de niveau au rez-de-chaussée et entre les fenêtres au 1er et au 2e étage. Celles-ci sont surmontées de frises de palmettes en terre cuite et de corniches ajoutées au milieu du XIXe siècle[10].

- no  14 : immeuble. 
L'immeuble, construit à la fin du XVIIIe siècle, s'élève sur trois étages décroissants et se développe sur trois travées. Le rez-de-chaussée est ouvert par trois grandes ouvertures rectangulaires, séparées par des piliers en pierre de taille. Aux étages, les fenêtres rectangulaires sont mises en valeur par un chambranle à ressaut. Celles du 1er étage ont un large appui en pierre, soutenu par des modillons, et sont surmontées d'une frise de rinceaux en terre cuite et d'une corniche. Celles du 2e étage sont également surmontées d'une frise en terre cuite et d'une corniche, mais leurs appuis sont simplement reliés par un cordon en fort relief[11].

- no  26 : immeuble. 
L'immeuble, construit à la fin du XVIIIe siècle, avait alors sa façade principale sur la rue d'Astorg, alors qu'il n'est depuis 1896 qu'une dépendance d'un immeuble de la rue de Metz (no 37). La façade se développe sur cinq travées. Elle n'est pas tout à fait symétrique, car la dernière travée à droite est plus étroite. Le rez-de-chaussée est ouvert une porte cochère en plein cintre dont l'agrafe est décorée d'une pointe-de-diamant et encadrée de deux chasse-roue. Les trois étages sont décroissants et séparés par des cordons moulurés. Au 1er étage, les fenêtres possèdent un appui en pierre mouluré et un chambranle en relief, qui se termine par un plissé et un motif de quatre gouttes pour les deux fenêtres latérales, tandis que les deux fenêtres centrales, plus hautes, sont dotées de garde-corps en fer forgé[12].

no 36 : maison en corondage.

- no  36 : maison en corondage. 
Cette maison, probablement élevée au XVIIe siècle, ne compte qu'une seule travée. Le rez-de-chaussée est maçonné en brique et ouvert par une arcade de boutique et une porte piétonne. Il est surmonté par deux étages et un ancien comble ouvert construits en pan de bois à grille et décharges. Les fenêtres possèdent des encadrements et des appuis en bois mouluré[13].

## Personnalité
- Jean-Pierre Laffon (1787-1865) : architecte représentatif du néo-classicisme toulousain de la première moitié du XIXe siècle, il meurt à son domicile (actuel no 7).